# Невилл, Анита
Анита Невилл (англ. Anita Neville; род. 22 июля 1942, Виннипег) — канадский государственный и политический деятель. Работает лейтенант-губернатором Манитобы с 2022 года.

## Биография
Являлась членом Палаты общин Канады от «Либеральной партии Канады», впервые стала избранной на всеобщих выборах 2000 года. Переизбиралась в 2004, 2006 и 2008 годах. Отработал в должности более десяти лет, потеряла место в Палате общин Канады после подведения итогов федеральных выборов 2011 года.
В 2022 году премьер-министр Канады Джастин Трюдо и генерал-губернатор Канады Мэри Саймон назначили Аниту Невилл преемником Джэнис Филмон на должность вице-губернатора Манитобы. Она стала первой еврейкой на должности вице-губернатора Манитобы и третьей женщиной на этом посту.